# 1368
1368 (MCCCLXVIII) var ett skottår som började en lördag i den julianska kalendern.

## Händelser

### April
- April – Valdemar Atterdag går i landsflykt och lämnar styrelsen av Danmark åt rådet.

### Oktober
- 21 oktober – Påven Urban V möter kejsar Karl IV i Rom, och Birgitta Birgersdotter får äntligen tillfälle att framlägga sitt förslag till ny orden.

### Okänt datum
- Hansaförbundet (bildat året innan) vinner stora framgångar och Sydnorge drabbas av både härjningar och handelsblockad.
- Den svenske kungen Albrekt av Mecklenburg för ner en svensk här i Skåne. Man belägrar under hela vintern Lindholmens borg utanför Malmö. Albrekt är personligen närvarande. Belägringen blir dock ett misslyckande.
- Mingdynastin ersätter Yuandynastin i Kina när Zhu Yuanzhang tar kejsarmakten under namnet Hongwu.

## Födda
- 3 december – Karl VI, kung av Frankrike 1380–1422
- Erik av Mecklenburg, son till Albrekt av Mecklenburg
- Martin V, född Oddone Colonna, påve 1417–1431
- Valentina Visconti, fransk vasallgrevinna av Vertus, och en fransk prinsessa och hertiginna av Orléans

## Avlidna
- 7 oktober – Lionel av Antwerpen, hertig av Clarence.